# Australorzekotka delikatna
Australorzekotka delikatna (Ranoidea gracilenta) – gatunek płaza bezogonowego z podrodziny Pelodryadinae w obrębie rodziny rzekotkowatych (Hylidae).

## Taksonomia
W 2004 roku wyodrębniono zeń nowy gatunek, Litoria kumae (obecnie Ranoidea kumae).

## Występowanie
Australorzekotka delikatna zamieszkuje północno-wschodnie i wschodnie wybrzeża Australii – od okolic Cooktown w północno-wschodnim Queenslandzie na południe po obszar na północ od Sydney w centralnej części wybrzeża Nowej Południowej Walii.